# Monte Li

Monte Li (chinês tradicional: 驪山, chinês simplificado: 骊山, pinyin: Lí Shān) é uma montanha localizada no norte de  Xiam na província de Xianxim, na China. A montanha faz parte do conjunto das Montanhas de Qin e está a cerca de 1302 metros acima do mar.